# زنان در اقتصاد ایران
زنان در اقتصاد ایران، مشارکت زنان نقش کلیدی در توسعه اقتصاد ایران دارد؛ اما سیاستی برای استفاده از ظرفیت این بخش از جامعه طراحی نشده است. با اینکه نیمی از جمعیت کشور را زنان تشکیل می‌دهند که پتانسیل بالایی برای کمک به رشد و توسعه اقتصادی کشور محسوب می‌شوند، اما آخرین آمارهای منتشرشده از نرخ مشارکت نیروی کار نشان می‌دهد تنها ۱۳٫۵ درصد از زنان کار می‌کنند. موضوعی که به معنی انفعال ۲۷٫۵میلیون نفر از جمعیت زنان در سن کار است. نیروهایی که می‌توانند در صورت ورود به بازار کار حجم عظیمی از ارزش‌افزوده اقتصادی خلق کنند. عوامل مختلف اجتماعی، فرهنگی و اقتصادی در این مشارکت پایین زنان در بازار کار دخیل هستند.

## مشارکت زنان

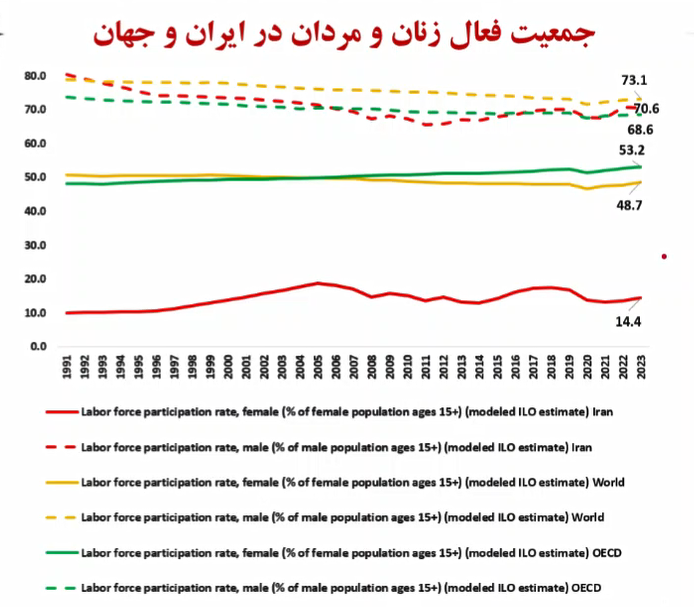
نمودار وضعیت نیروی کار در ایران، جهان و سازمان توسعه و همکاری اقتصادی،OECD

جنسیت‌گرایی در اقتصاد ایران به عنوان یک عامل ساختاری و نهادی است یعنی زن‌ها در ایران نمی‌خواهند در فعالیت‌های اقتصاد مشارکت داشته باشند و این ضعف بزرگی است که بخش عظیمی از نیروی انسانی یک کشور در امور اقتصادی مشارکت نداشته باشد.
متوسط نیروی فعال کار در ایران در مقایسه با متوسط نیروی کار جهانی بسیار کم است و بخش بزرگی از جمعیت ایران در فعالیت‌های اقتصادی هیچ نقشی ندارند. در این میان جمعیت فعال زنان در ایران حدود ۱۳٫۵ درصد است در حالی که متوسط فعالیت زنان در دنیا ۴۹ درصد است. ایران در میان کشورهای منطقه در رده سوم از پایین از نظر میزان مشارکت زنان در اقتصاد قرار گیرد و تنها افغانستان و عراق رتبه پایین‌تری داشته باشند. این نشان دهنده تبعیض جنسیتی در اقتصاد ایران به عنوان یک عامل ساختاری و نهادی است، در مقابل مشارکت مردان در بازار کار ایران با استانداردهای دنیا یکسان است.

## پیشینه
زنان در اقتصاد ایران نقش مهمی داشته‌اند که این نقش تحت تأثیر شرایط اجتماعی و فرهنگی بوده است. پیش از انقلاب اسلامی ۱۳۵۷، زنان بیشتر در مشاغل آموزشی و بهداشتی فعالیت داشتند. پس از انقلاب، نقش‌های اجتماعی آنان تغییر کرد و حضورشان در بازار کار و مشاغل کارآفرینی و مدیریتی افزایش یافت. در سال‌های اخیر، تعداد زنان تحصیل‌کرده و فعال در بازار کار بیشتر شده است، اما همچنان با چالش‌هایی مانند بیکاری، تبعیض دستمزد و انتظارات فرهنگی روبه‌رو هستند. دولت با ارائه حمایت‌های مالی و تشویق به کارآفرینی، به مشارکت بیشتر زنان در اقتصاد کمک می‌کند. آینده زنان در ایران با افزایش آگاهی اجتماعی و تحصیلات، نویدبخش است و نیاز به سیاست‌گذاری‌های جامع برای تحقق این چشم‌انداز وجود دارد.

## تجارت بین‌المللی
زنان تاجر در کشورهای عضو شورای همکاری، نقش برجسته‌ای در فرایند توسعه ایفا می‌کنند و یک نیروی اقتصادی رو به رشد هستند و با حمایت دولت و افزایش فرصت‌های سرمایه‌گذاری، از آن‌ها انتظار می‌رود طی سال‌های آینده، موجی از تغییرات اقتصادی مثبت در منطقه ایجاد کنند و این پیشرفت به کاهش شکاف میان مرد و زن کمک می‌کند و موجب نقش گسترده‌تر زن در کشورهای عضو شورای همکاری در حوزه توسعه اقتصادی و اجتماعی می‌شود.

## اشتغال زنان
اشتغال زنان در ایران به‌عنوان یکی از موضوعات مهم اجتماعی و اقتصادی، همواره مورد توجه کارشناسان و سیاست‌گذاران بوده است، با وجود پیشرفت‌های قابل توجه در سال‌های اخیر، زنان ایرانی هنوز با موانع متعددی از جمله محدودیت‌های فرهنگی و کمبود فرصت‌های شغلی روبه‌رو هستند. در سال ۱۴۰۳ نرخ مشارکت زنان ایرانی در نیروی کار به حدود ۱۳٫۵ درصد رسید که نسبت به سال ۱۴۰۲ یک درصد کاهش نشان می‌دهد. بر اساس آمار بانک جهانی، این وضعیت باعث شده ایران در میان کشورهای منطقه در رده سوم از پایین از نظر میزان مشارکت زنان در اقتصاد قرار گیرد و تنها افغانستان و عراق رتبه پایین‌تری داشته باشند.
با این حال، حضور زنان در عرصه‌های مختلف اقتصادی، از صنعت و کشاورزی تا فناوری اطلاعات و کارآفرینی، نشان‌دهنده پتانسیل بالای آنان برای مشارکت در توسعه کشور است و به زنان ایرانی در سال‌های اخیر با وجود چالش‌های متعدد، توانسته‌اند در عرصه اشتغال دستاوردهای قابل توجهی کسب کنند. از حضور در مشاغل تخصصی و مدیریتی تا ایجاد کسب‌وکارهای نوپا، زنان ایران نشان داده‌اند که می‌توانند به‌عنوان نیروی محرکه اقتصاد کشور عمل کنند و زنان کشور ایران نه‌تنها در نقش‌های سنتی همچون خانه‌داری و مراقبت از خانواده فعال هستند، بلکه در عرصه‌های اقتصادی نیز حضوری پررنگ دارند. از مدیریت کسب‌وکارهای کوچک و متوسط تا حضور در صنایع بزرگ، زنان در ایران نشان داده‌اند که می‌توانند به‌عنوان نیروی کار مؤثر و خلاق عمل کنند. این حضور نه‌تنها به رشد اقتصادی کمک می‌کند، بلکه می‌تواند به کاهش جنسیت‌گرایی نیز منجر شود و کارآفرینی زنان در سال‌های اخیر به‌عنوان یکی از عوامل مهم در رشد اقتصادی ایران شناخته شده است. زنان ایرانی با ایجاد کسب‌وکارهای نوپا و استارت‌آپ‌ها، نه‌تنها به ایجاد اشتغال کمک کرده‌اند، بلکه توانسته‌اند الگوهای جدیدی از موفقیت را در جامعه ارائه دهند. این کسب‌وکارها به‌طور عمده در حوزه‌هایی همچون فناوری اطلاعات، صنایع‌دستی و خدمات فعال هستند.